# La platja (pel·lícula)

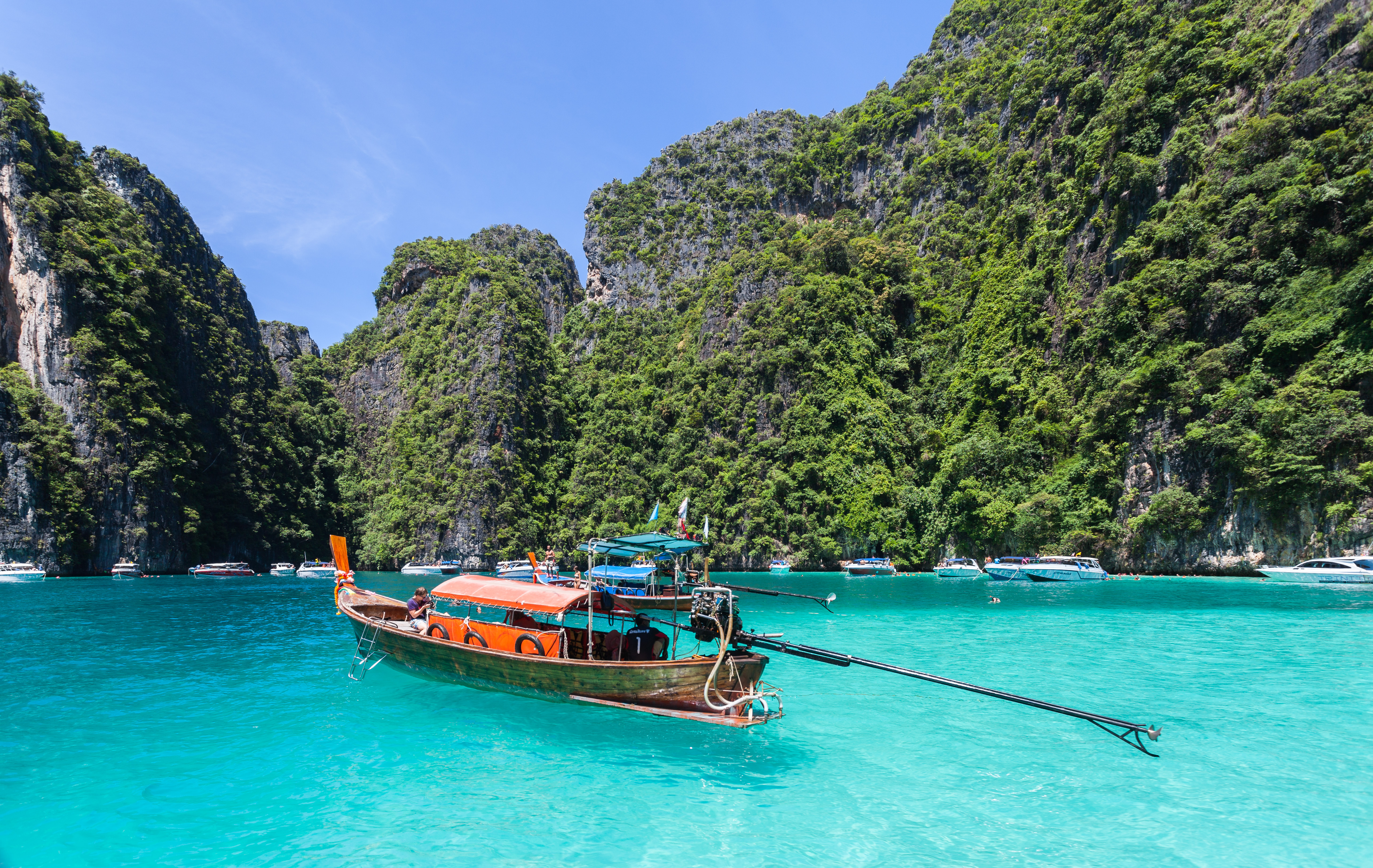
el film es va rodar a l'illa Tailandesa de Phi Phi Lay

La platja (títol original: The Beach) és una pel·lícula de 2000, dirigida per Danny Boyle i protagonitzada per Leonardo DiCaprio. Ha estat doblada al català

## Argument
Richard (Leonardo DiCaprio), és un jove americà a Tailàndia. Ha arribat al sud-est d'Àsia amb la intenció d'experimentar alguna cosa radicalment diferent de la seva vida. S'assabenta de l'existència d'una illa que se suposa que és el paradís, però que és comunament considerada mítica. En aquesta illa es creu que hi ha una secreta comunitat de viatgers que han deixat enrere la seva vida anterior. Richard inicialment rebutja l'existència de l'illa, però més tard es reuneix amb un home anomenat Daffy (Robert Carlyle), que li explica que és un antic habitant i li dona un mapa de l'illa; poc després Daffy se suïcida.
Richard es reuneix amb la bonica Françoise (Virginie Ledoyen) i el seu xicot, Étienne (Guillaume Canet), i els convenç per acompanyar-lo a l'illa. Viatgen a gran distància de Bangkok, a les costes de l'illa de Phuket. Es fan amics d'un parell de surfistes americans que els expliquen les regles de l'illa. Ell no admet davant seu que sap on és, però l'endemà els fa una còpia de la ruta que fa lliscar per sota la seva porta. Per anar a l'illa, Richard, Étienne i Françoise han de passar prèviament per diverses illes.
Quan hi arriben, passen a través d'una enorme plantació de marihuana, vigilat per homes armats amb AK-47 i rifles d'assalt. Aconsegueixen escapar d'aquests vigilants i troben la comunitat de viatgers. Són vistos per Keaty i interrogats per la dirigent de l'illa, Sal (Tilda Swinton), sobre els seus coneixements de l'illa. Inicialment, la comunitat està enutjada i és hostil cap al grup, però quan Richard els diu que ha estat enviat per Daffy, van cedint, tots tres són admesos a la platja i al seu estil de vida relaxat i estructurat entre el treball i el joc.
Una nit, Richard i Françoise estan caminant per la platja i ella li diu que lamenta no poder passar tant temps amb ell com li agradaria. Neden per veure un eixam de plàncton bioluminescent i tenen relacions sexuals a l'aigua. Decideixen no dir res a ningú sobre la seva relació, però aviat tothom a l'illa se n'assabenta, incloent l'Étienne. Malgrat que la notícia l'ensorra, diu que no s'interposarà en el seu camí si Françoise és feliç amb Richard. L'illa i la seva comunitat sembla que estan a l'altura de la seva reputació. Richard assisteix a classes de natació a l'oceà per capturar peixos amb arpó, és atacat per un tauró jove i el mata a punyalades, cosa que li fa guanyar molta admiració.
A partir d'aquí els esdeveniments prenen un mal camí. Richard és triat per acompanyar a Sal al continent a adquirir subministraments. Una cop allà, Sal sent als dos surfistes parlant amb Richard sobre la còpia de la ruta i s'enfronta a Richard. Ell admet que va parlar amb els surfistes dels seus plans per anar a l'illa però nega que fes una còpia del mapa. A canvi del seu silenci i la tornada de Richard a l'illa, Sal li proposa participar en una trobada sexual. Quan tornen a l'illa tot torna a la normalitat, fins que tres suecs que viuen en la comunitat són atacats per un tauró, un d'ells mor i l'altre queda greument ferit, mentre que un tercer surt il·lès de l'atac. Les úniques opcions del ferit, Christo, són anar al continent per obtenir ajuda mèdica o quedar-se a l'illa sense assistència, perquè Sal es nega a permetre que un metge vagi a l'illa. Christo opta per quedar-se, perquè no vol tornar a acostar-se a l'aigua. Empitjora, la comunitat no aguanta les seves queixes i decideix abandonar-lo a la selva perquè mori. A tots els sembla bé aquesta decisió, a excepció d'Étienne que es queda amb ell.
Més tard, Sal observa que els amics de Richard es troben a l'illa veïna. Sal està furiosa, i encomana a Richard la tasca d'espiar-los fins que pugui obtenir el mapa o destruir-lo. Françoise apareix furiosa i li diu que Sal ha parlat amb tothom d'ella i Richard, i la seva trobada sexual. Richard no pot fer front a la seva tasca i es retira cap al bosc. Allà pateix una bogeria temporal en la qual creu estar amb en Daffy. Construeix paranys letals en un intent de mantenir-los a ratlla, i de vegades al·lucina que és un personatge en un videojoc. Mentrestant, els surfistes arriben a l'illa i són descoberts i assassinats pels agricultors de la marihuana. Richard torna a la comunitat per convèncer a Étienne i Françoise de sortir de l'illa, creient que les seves vides estan en perill. Étienne es nega perquè no vol abandonar a Christo, a qui se li ha gangrenat la cama. Richard l'acaba asfixiant quan els altres dos surten de la tenda.
Els agricultors visiten a Sal, recordant-li que tenen un acord: els viatgers poden continuar vivint a l'illa sempre que segueixi sent un secret. El cap dels agricultors li dona a Sal una pistola només amb una càrrega per matar a Richard. Sal dispara però l'arma era buida. Quan la resta de la comunitat veu el que Sal està disposada a fer per romandre a la seva illa, l'abandonen i es queda sola. La pel·lícula acaba amb Richard tornant al seu antic estil de vida. En un cibercafè revisa el seu correu electrònic on rep una imatge adjunta de Françoise. És una fotografia de tota la comunitat de la platja feta per Françoise amb tots saltant i rient. Richard veu una animació sobre la imatge: "Univers paral·lel. Amb amor, Françoise".

## Repartiment
- Leonardo DiCaprio (Richard)
- Tilda Swinton (Sal)
- Virginie Ledoyen (Françoise)
- Guillaume Canet (Étienne)
- Robert Carlyle (Daffy)
- Paterson Joseph (Keaty)
- Lars Arentz-Hansen (Bugs)
- Peter Youngblood Hills (Zeph)
- Jerry Swindall (Sammy)
- Zelda Tinska (Sonja)
- Victoria Smurfit (Weathergirl)
- Daniel Caltagirone (Unhygienix)
- Peter Gevisser (Gregorio)
- Lidija Zovkic (Mirjana)
- Samuel Gough (Guitarman)
- Staffan Kihlbom (Christo)

## Rebuda
- "No és una pel·lícula horrible, és simplement insubstancial. Tot el carisma de DiCaprio i l'agudesa del director són usats per desviar-nos del fet que en realitat no hi ha molt que explicar."[4]
- "Bella en tot moment i completament irritant."[5]